# San Gregorio dei Muratori
San Gregorio dei Muratori ou Igreja de São Gregório dos Pedreiros é um oratório de Roma, Itália, localizada no rione Campo de Marte, na via Leccosa. É dedicado a São Gregório.
É uma igreja anexa da paróquia de Sant'Agostino in Campo Marzio. 

## História
Era uma capela da igreja de mesmo nome, demolida, construída em 1527 pela "Confraria dos Pedreiros" e dedicada ao padroeiro da guilda, São Gregório Magno. Originalmente, ficava perto do porto di Ripetta, também demolido, e, atualmente, está incorporada num edifício construído em 1934 no final da rua.
O interior abriga afrescos sobre a vida de São Gregório, decorados com putti em estuque dourado; o piso é original. Particular desta igreja é que sua nave é mais larga do que longa e a fachada externa e suas duas portas de acesso estão do lado direito dela e não no fundo, como seria de se esperar.
Hoje, esta igreja está aos cuidados da Confraria Sacerdotal de São Pedro, que celebra ali, com permissão do papa, no ritual latino antigo.